# Bart Rijnink
Bart Rijnink is een Nederlands acteur en muzikant.
Rijnink studeerde aan de Dansacademie Lucia Marthas en aan de Amsterdamse Toneel & Kleinkunstacademie. Hij speelde in de musical Doe Maar!, waarmee hij in 2007 werd genomineerd voor een Musical Award in de categorie voor aanstormend talent. Rijnink was ook te zien in het educatief jeugdprogramma Het Klokhuis en het satirisch informatieprogramma Kanniewaarzijn.  Naast acteren was hij ook jarenlang de frontman van de band La Garçon.
In 2025 won hij met Ron van Zalmsaus de Annie M.G. Schmidtprijs voor het theaterlied Voor een meisje.

## Filmografie

### Film
- 2018: Het leven is vurrukkulluk als Michel
- 2019: Baantjer: het begin als Ron

### Televisie
- 2000: Baantjer als Christiaan (afl. "De Cock en de moord in de 3e positie")
- 2006: Lotte als streekpostbezorger (1 afl.)
- 2007: Pretty, Sick and Twisted als Leo (televisiefilm)
- 2008: We gaan nog niet naar huis als Joris (1 afl.)
- 2008: Het Feest van Sinterklaas als PJ (1 af.)
- 2008: De Club van Sinterklaas als PJ (26 afl.)
- 2010: Flikken Maastricht als Dave Dubois (1 afl.)
- 2011: Moordweek als John Hoogland (televisiefilm)
- 2012: Beatrix, Oranje onder vuur als Wim T. Schippers (1 afl.)
- 2014: Danni Lowinski als Robbie (1 afl.)
- 2015: Goedenavond Dames en Heren als Joep (7 afl.)
- 2017: TreurTeeVee als Jacco / Evert Jansons (2 afl.)
- 2017: Toon als Ricardo (8 afl.)
- 2017: Mees Kees als professor (1 afl.)
- 2018: Heer & Meester als journalist (televisiefilm)
- 2023: Eén grote familie als leraar

## Theater
- 2005: Motie 2205 (Noord Nederlands Toneel)
- 2006: Fantasten (Theatergezelschap Fantasten)
- 2007: Doe Maar! (Albert Verlinde Entertainment)
- 2007: Intiem (Theaterschool)
- 2008: Roze Kater (Theatergezelschap Fantasten)
- 2008: De gebroeders Leeuwenhart (M-Lab)
- 2009: De storm (Stichting Theater Het Amsterdamse Bos)
- 2010: Ruik eens aan mijn honkbalpet (Bart Rijnink)
- 2010: Moord in de kerststal (Ro Theater)
- 2011: Hoektand (Toneelgroep Oostpool
- 2011: Kunnen jullie mij thuisbrengen? (En Consorten)
- 2012: Shatzy (En Consorten)
- 2012: Don Juan (Noord Nederlands Toneel)
- 2013: Wooohooo! (En Consorten)
- 2013: Orde van de Dag (Orde van de Dag)
- 2014: Spektakel X (Circus Treurdier)
- 2015: Gratis in je hol...ja joh, prima (Nadja Hüpscher)
- 2022: Wolfgang het wonderjong (Theater Oostpool)